# Kliptown

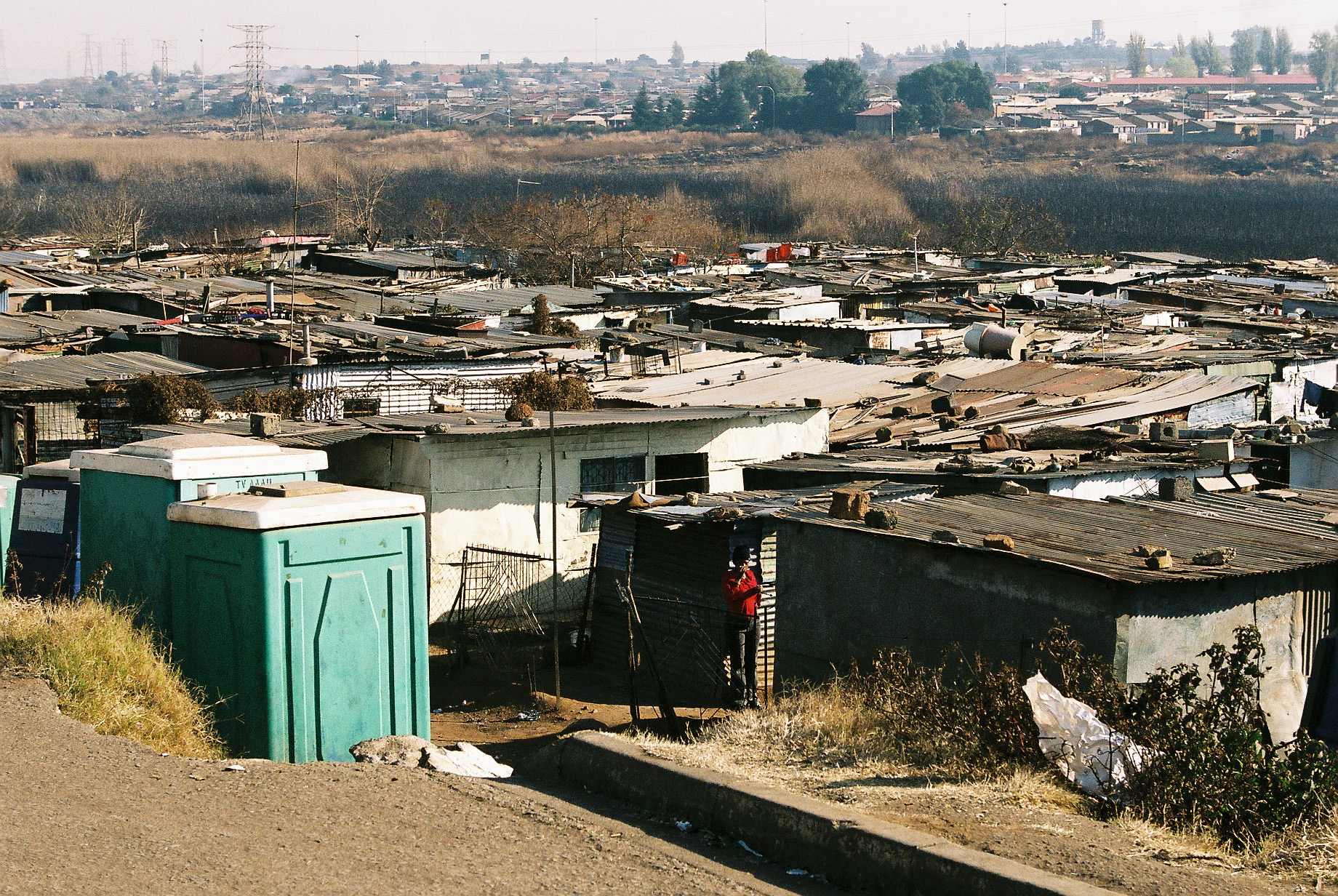
Fotografía que muestra a Kliptown, uno de los barrios más pobres de Soweto, Sudáfrica

Kliptown es un barrio del antiguo municipio negro de Soweto en Gauteng, Sudáfrica, ubicado a unos 17 km al suroeste de Johannesburgo. La población de Kliptown se sitúa entre 38.000 y 45.000 habitantes, según el sitio web oficial de la Ciudad de Johannesburgo. Kliptown es el barrio residencial más antiguo de Soweto, y empezó a construirse por primera vez en 1891, sobre terrenos que formaban parte de la finca Klipspruit. El nombre de la granja deriva del término klipspruit ('corriente rocosas'), que pasan cerca. A partir de 1903 empezaron a instalarse en la zona asentamientos informales (campamentos de ocupantes ilegales), y el barrio ahora contiene una mezcla de viviendas construidas especialmente y de un gran número de chozas y otras viviendas informales que forman la Hani Chris Dlamini y los asentamientos.
En junio de 1955 en Kliptown se produjo un hecho sin precedentes: el Congreso del Pueblo, el cual fue organizado por el Congreso Nacional Africano, el Congreso Indio Sudafricano, el Congreso Sudafricano de los demócratas y el Congreso de la Gente de Color. Este Congreso vio la declaración y aprobación de la Carta de la Libertad, que estableció los objetivos y las aspiraciones de los opositores al apartheid.
En 2005 el Consejo de la ciudad de Johannesburgo anunció sus planes para la renovación de la zona de Kliptown, incluyendo un proyecto de viviendas a gran escala.